# Епсоміт
Епсомі́т (рос. эпсомит; англ. epsomite; нім. Epsomsalz n, Epsomit m) — мінерал класу сульфатів, типовий мінерал евапоритів. Разом з госларитом і моренозитом епсоміт утворює безперервний ряд змішаних кристалів.

## Етимологія та історія
Епсоміт був названий в 1824 році за місцем першознахідки — англійського села Епсом (нині місто), графство Суррей. Вперше мінерал описано в 1806 році у зв'язку з відкриттям поблизу Епсома родовища мінеральних вод.
Але ще раніше — наприкінці 17-го і на початку 18-го століття вважалося, що джерело локалізоване на сучасному місцевому природному заповіднику Епсом-Коммон має цілющі властивості, і пізніше було виявлено, що вода багата сульфатом магнію, який став відомий як «англійська сіль» (семиводний сульфат магнію).

## Загальний опис
Хімічна формула: Mg[SO4]·7H2O. Домішки Fe, Ni, Mn, Zn. Містить (%): MgO — 16,36; SO3 — 32,48; H2O — 51,16.
Поліморфізм і серії: утворює дві серії, з госларитом і з моренозитом.
Спайність довершена в одному напрямі.
Твердість 2,0—2,5. Густина 1,65—1,7. Колір білий. Крихкий, гіркий на смак, розчинний у воді.
Форми виділення: білі голчаті кристали, щільні і землисті або волокнисті агрегати агрегати, гроноподібні натіки, кірочки, нальоти і вицвіти, рідше голчасті або призматичні кристали білого кольору з жовтуватим, зеленуватим або рожевим відтінком. Зустрічається у вигляді висолів на стінках шахт, печер і виходів сульфідоносних
магнієвих порід; продукт випаровування мінеральних джерел і солоних озер; рідко — як фумарольний сублімат.
Поширений мінерал соляних покладів. Утворюється з водних розчинів при температурі понад 31° С.
Асоціація: мелантерит, гіпс, галотрихіт, пікерингіт, алуноген, розеніт (висоли);
мірабіліти (евапорити озер).
Епсоміт відомий в родовищах викопних солей (Калуське і Стебниківське у Прикарпатті, Сасик-Сивашське — Україна; Малинівське — РФ; Джаман-Кличське — Казахстан; а також у Штасфурті, Німеччина, США (великі маси в Мамонтовій печері, штат Кентуккі; на гарячому джерелі гори Прінстон — гора у хребті Саватч, в Скелястих горах, штат Колорадо, а також в штатах Каліфорнія, Айдахо; дуже великі кристали із солоних озер на горі Крюгера (округ Оканоган, штат Вашингтон); поблизу с. Ешкрофт (Британська Колумбія) та в кар'єрі Дандас, провінція Онтаріо, Канада; у Седліці та Заєчице, Чехія; поблизу с. Шпанья Доліна, Словаччина; на Везувії, Італія; на вулканах на півострові Камчатка, Росія. Також у Мексиці, Китаї, Єгипті). Першознахідка — поблизу м. Епсом, графство Суррей, Англія.
Використовують для одержання магнієвих препаратів.

## Різновиди
Розрізняють:
- епсоміт залізистий (відміна епсоміту, яка містить FeO);
- епсоміт кобальтистий (відміна епсоміту, яка містить до 2,5 % СоО);
- епсоміт марганцевистий (відміна епсоміту, яка містить до 20 % MnO);
- епсоміт мідно-цинковистий (відміна епсоміту з шт. Невада (США), яка містить мідь і цинк);
- епсоміт нікелистий (відміна епсоміту з серпентинітів Нової Зеландії, яка містить до 12 % NiO);
- епсоміт цинковистий (відміна епсоміту, яка містить до 3 % ZnO).